# Sady Zañartu
Sady Zañartu (Taltal, 6 de maio de 1893 — 5 de março de 1983) foi um romancista chileno.

## Prêmios
Sady Zañartu ganhou o Prêmio Nacional de Literatura do Chile em 1974.